# Dmitri Choulguine
Pour les articles homonymes, voir Choulguine.
Dmitri Ivanovitch Choulguine (en russe : Дми́трий Ива́нович Шульги́н), né en 1785 et décédé en 1854 à Saint-Pétersbourg, était un militaire et un homme politique russe. Il fut général russe, chef de la Police de Moscou (1825-1830), commandant de Saint-Pétersbourg, gouverneur général militaire de Saint-Pétersbourg du 3 mai 1847 au 1er janvier 1855, membre du Conseil d'État en 1848.

## Biographie
Choulguine étudia à l'internat de l'école de l'université de Moscou, où il obtint son diplôme en 1800. Il entra dans l'un des régiments de la Garde. Il participa aux guerres qui opposèrent Alexandre Ier de Russie aux armées napoléoniennes en 1805, 1806, 1807, 1812 et 1814, il prit également part à la guerre russo-suédoise (1808-1809). En 1825, Dmitri Ivanovitch Choulguine fut nommé chef de la Police de Moscou, il conserva ce poste jusqu'en 1830. La même année, il fut nommé à la tête de la 18e division d'infanterie. Lors du soulèvement de la Pologne (1830-1831), il prit part à la répression. Entre 1846 et 1847, il occupa les fonctions de commandant de Saint-Pétersbourg. Le 3 mai 1847, Nicolas Ier de Russie le nomma au poste de gouverneur général militaire de Saint-Pétersbourg, son mandat prit fin le 1er janvier 1855.
Il fut également l'un des membres de la fondation de l'impératrice Maria Feodorovna de Russie (Sophie-Dorothée de Wurtemberg), cet organisme s'occupait particulièrement de la condition des femmes russes, de charité et de l'enseignement dans les écoles. En 1848, Choulaguine fut admis au Conseil d'État, la même année il fut promu général d'infanterie.

### Travaux effectués sous son mandat de gouverneur
Sous le mandat de Dmitri Ivanovitch Choulguine la partie nord de la ville de Saint-Pétersbourg reçut de nouvelles installations modernes, 1850 vit la construction du pont Blagovehtchenski. La gare de Moscou dont les travaux avaient débuté en 1844 furent achevés en 1851. Une ligne ferroviaire reliant Moscou à Saint-Pétersbourg fut ouverte.
En 1853, Dmitri Ivanovitch Choulguine devint membre de la Société philanthropique impériale, fondée par Alexandre Ier de Russie le 16 mai 1802, ayant pour but de venir en aide aux pauvres à l'aide de dons privés.

### Décès et inhumation
Dimitri Ivanovitch Choulguine décéda en 1854, il fut inhumé en l'église Saint-Lazare située dans le Monastère Alexandre-Nevski à Saint-Pétersbourg.